# Münster St. Maria und Markus (Reichenau-Mittelzell)

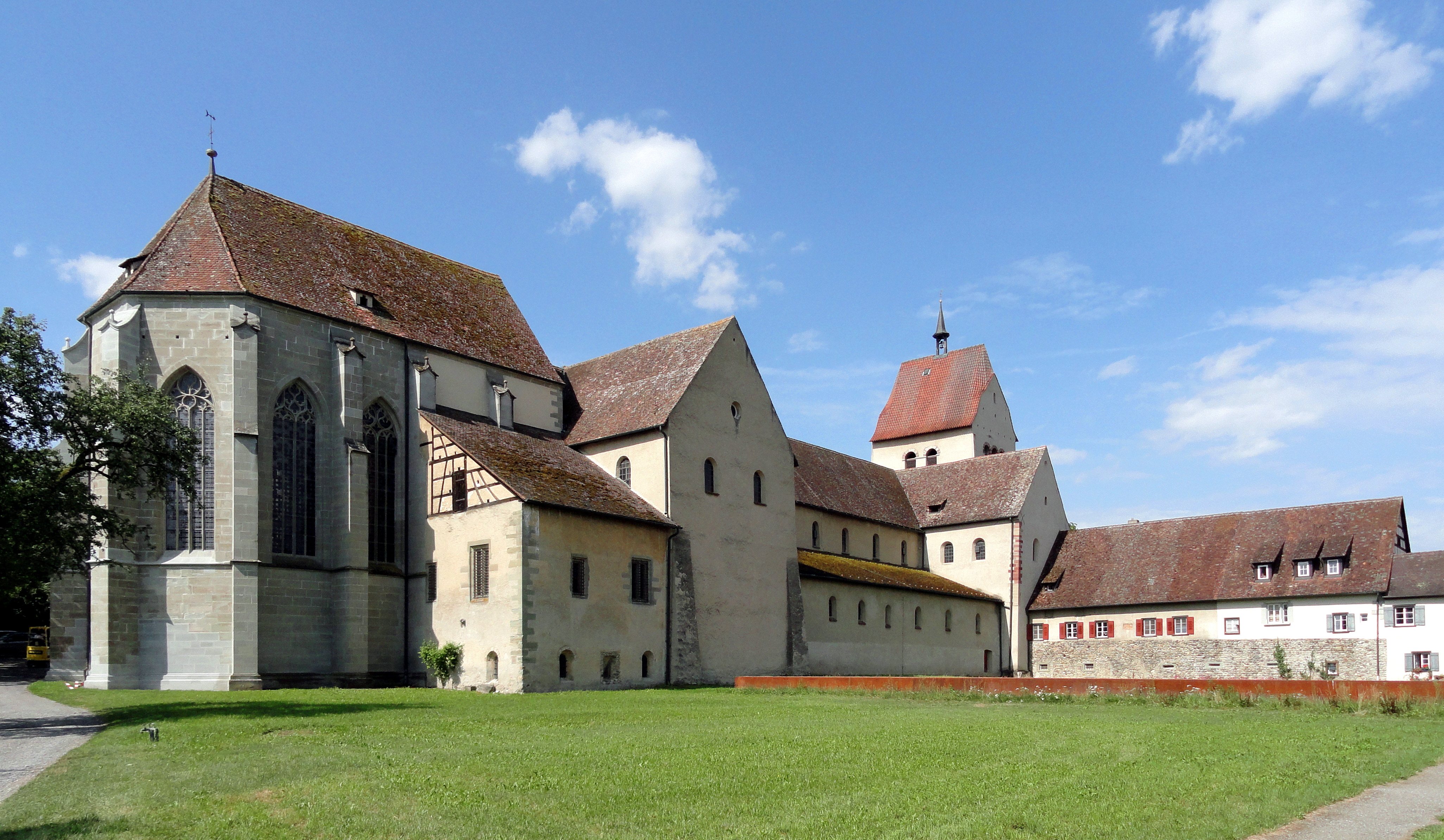
Münster St. Maria und Markus von Norden

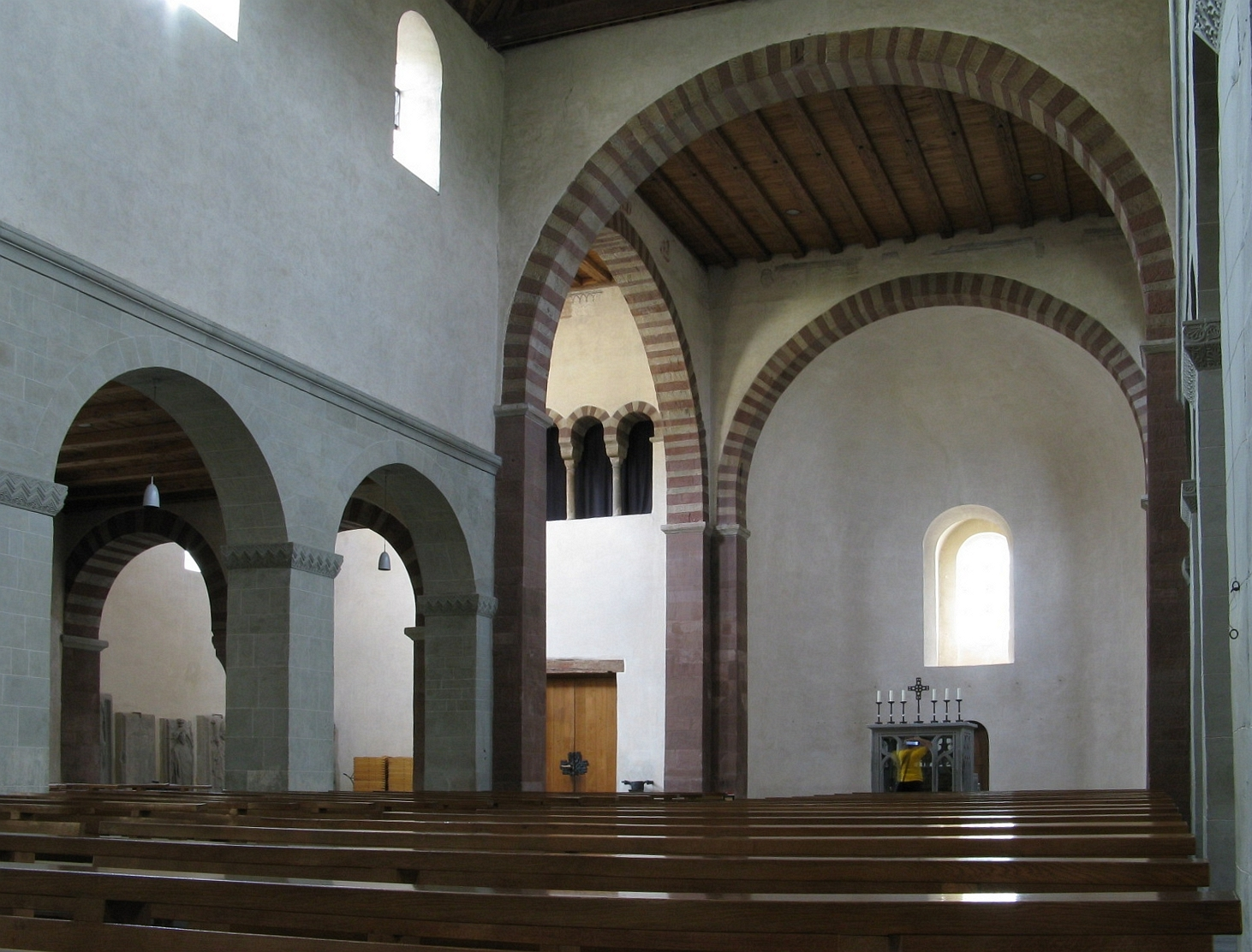
Inneres nach Westen; Markusaltar

Das Münster St. Maria und Markus ist die romanische ehemalige Klosterkirche des Klosters Reichenau und heutige katholische Pfarrkirche im Ortsteil Mittelzell auf der Insel Reichenau im Bodensee (Untersee). Dieses Münster war die Abteikirche der bedeutenden Benediktinerabtei (lateinisch Monasterium Augiensis) und ist die größte der drei romanischen Kirchen auf der Insel.
Anlässlich der 1.300-Jahr-Feier des Klosters erhob Papst Franziskus das Münster im April 2024 zur Basilica minor.
Seit 2000 gehört die Klosterinsel Reichenau mitsamt dem Münster zum Weltkulturerbe der UNESCO; 2003 wurden zudem zehn Hauptwerke der Reichenauer Handschriften als „kulturgeschichtlich einzigartige Dokumente, die exemplarisch das kollektive Gedächtnis der Menschheit repräsentieren“, zum UNESCO-Weltdokumentenerbe hinzugefügt. Zum 1.300-jährigen Jubiläum zeigte die Große Landesausstellung Baden-Württemberg 2024 unter dem Titel Welterbe des Mittelalters von April bis Oktober 2024 Handschriften und weitere Zeugnisse von der Insel im Archäologischen Landesmuseum Baden-Württemberg in Konstanz am Bodensee sowie auf der Reichenau selbst. Für das Reichenauer Münster hat eine Bürger-Projektgruppe in Fortsetzung des Reichenauer Verbrüderungsbuches von 824 das „Reichenauer Buch der Verbundenheit 2024“ geschaffen.

## Baugeschichte

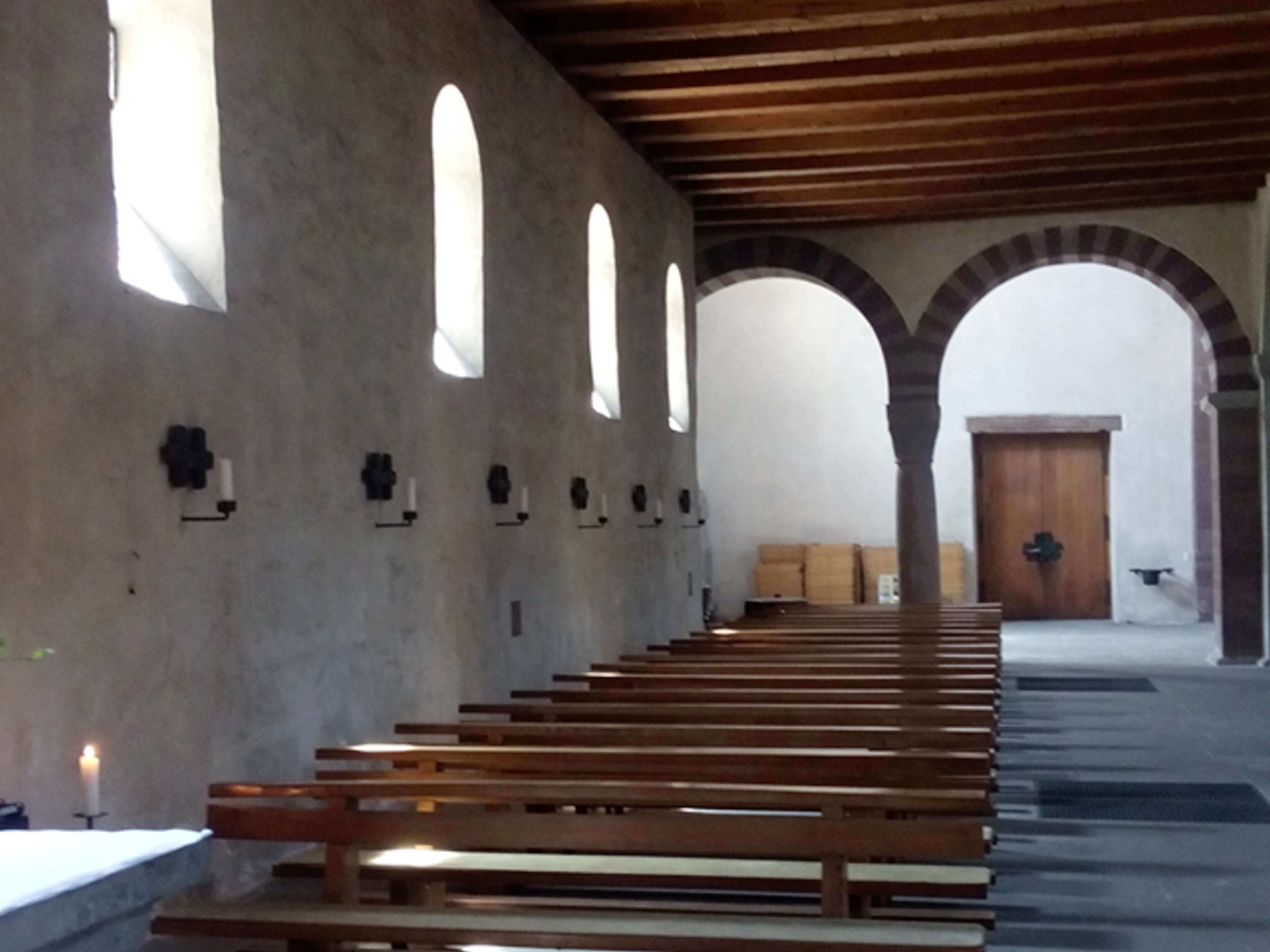
Südliches Seitenschiff nach Westen

724 gründete der Wandermönch Pirmin mit der Hilfe des fränkischen Hausmeiers Karl Martells und des alemannischen Herzogs Lantfrid das Kloster Reichenau. Laut einer Gründungsurkunde vom 25. April 724 brachte er vierzig Mönche mit auf die Insel Reichenau.
Noch unter dem Gründerabt Pirmin wurde ab 724 eine erste Klosterkirche aus Holz errichtet.
Abt Haito ließ eine karolingische Basilika auf Kreuzgrundriss erbauen, von der heute noch Teile in der Vierung und im Ostquerhaus erhalten sind. Sie wurde am 16. August 816 zu Ehren der Gottesmutter Maria geweiht.
Im Jahr 830 brachte Bischof Radolt von Verona, ein Alemanne, Reliquien aus Italien an den Bodensee, darunter aus Venedig Reliquien des Evangelisten Markus. Haitos Nachfolger Erlebald (823–838) erweiterte die Abteikirche um ein Langhaus-Joch, ein Westquerhaus und ein doppeltürmiges Westwerk. Als Architekten dieser Bauphase nennt Walahfried Strabo den Priestermönch Einmuot.
Ein weiterer Reliquienschatz, ein byzantinisches Abtskreuz mit einer Heilig-Blut-Reliquie, gelangte im Jahr 925 auf die Reichenau. Ihr zu Ehren wurde bis 946 östlich hinter der Basilika eine Rotunde nach dem Vorbild der Jerusalemer Grabeskirche erbaut.
Aus legendarisch überlieferten, historisch nur vermutbaren Gründen – die Translationslegende berichtet von einem Geheimhaltungsversprechen Radolts – gewann die Markus-Verehrung auf der Reichenau erst um die Jahrtausendwende an Bedeutung und erforderte, nach Zwischenstufen des 10. Jahrhunderts, unter Abt Berno die Erweiterung der karolingischen Kirche zur im Wesentlichen bis heute erhaltenen Gestalt, am augenfälligsten durch eine weitere Westverlängerung mit einem neuen Querhaus an Stelle des alten Westwerks und davor einem monumentalen, querrechteckigen und reich gegliederten Turm. Dieser Westbau wurde zum liturgischen Ort der Ausstellung und Verehrung der Markusreliquien. Bernos Münster wurde am 24. April 1048, dem Vorabend des Markustags, im Auftrag und im Beisein von Kaiser Heinrich III., von Bischof Theoderich geweiht.
Aus den Jahren 1236/37 stammt der (erst seit 1970 wieder offene) tonnenförmige „normannische“ Dachstuhl aus Eichenholz.
In spätgotischer Zeit kam es zu einer Nachblüte der Reichenauer Abtei und zum Bau des gotischen Chors. Dafür wurde die Heilig-Blut-Kapelle abgerissen.

### Grablegen

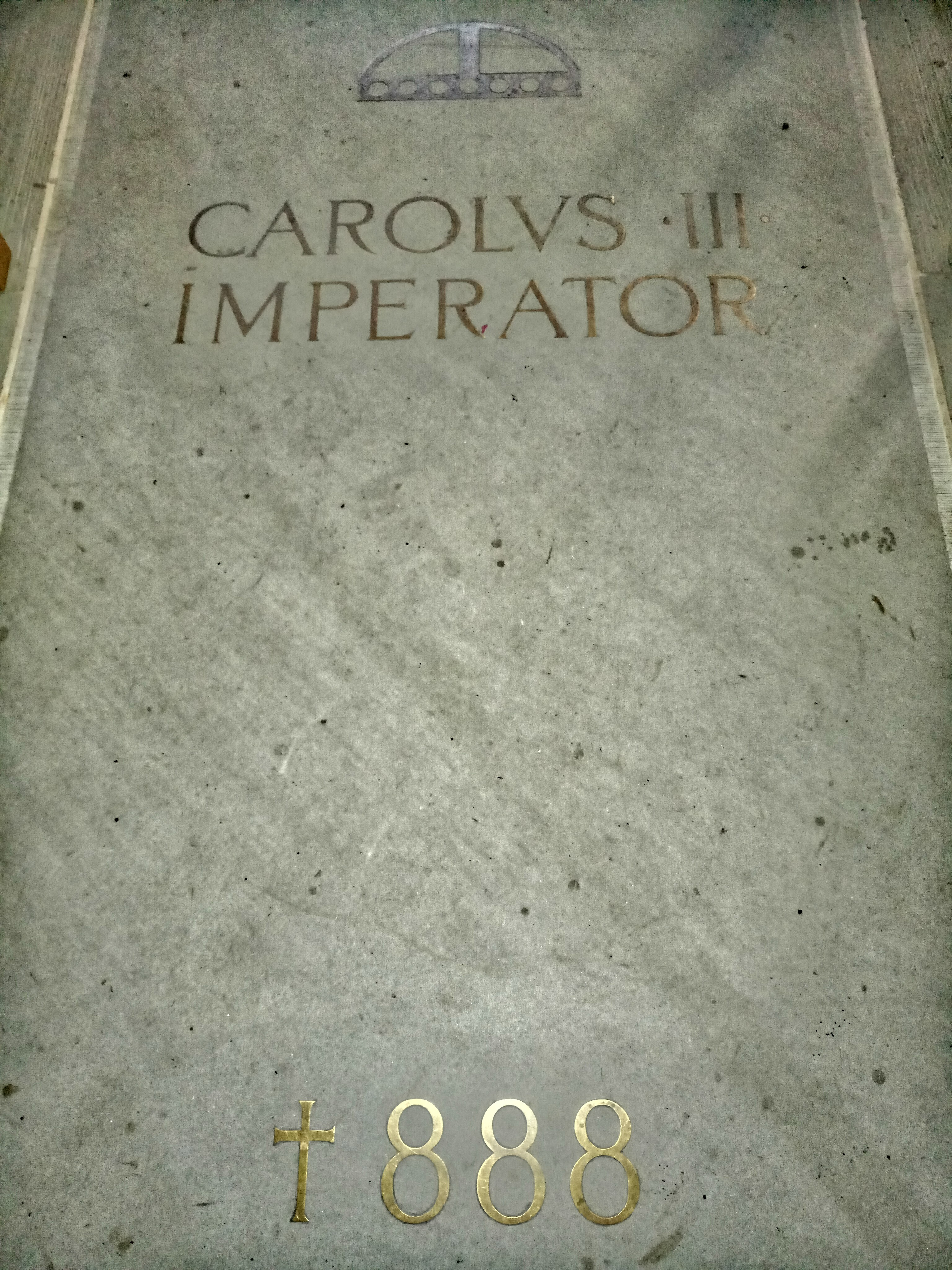
Grab Karls III. im Hochchor

- Der Urenkel Karls des Großen, Kaiser Karl III. („Karl der Dicke“), der letzte Herrscher des vereinten Frankenreichs und der einzige König der Alemannen, starb am 13. Januar 888 in Neudingen an der Donau und wurde auf eigenen Wunsch im Münster bestattet. Seine Grabplatte, eingelassen im Chor des Münsters, trägt Inschrift CAROLVS III IMPERATOR † 888; sie wurde 1728 an die Sakristei verlegt.
- Auch einige Äbte wie Berno oder Mangold von Brandis fanden in der Kirche die letzte Ruhestätte.[11][12]
- Herzog Gerold, der Bruder von Hildegard, Frau von Karl dem Großen, wurde hier 799 bestattet.[13]

## Ausstattung der Kirche
Vom einstigen Reichtum der Reichenauer Abtei sind nur Teile erhalten. Zahlreiche kostbare Handschriften, liturgische Gefäße und Gewänder gelangten nach dem Ende des Klosters im 18. Jahrhundert in andere Kirchen und Sammlungen. Dennoch ist die Ausstattung des Münsters mit Statuen, Grabplatten, Wand- und Ölgemälden aus Gotik und Barock bemerkenswert.
Dem Besucher fällt beim Betreten der Kirche im Osten das barocke Chorgitter (1746) und dahinter der Heilig-Blut-Altar (1739) ins Auge. An der Nordwand des romanischen Chorstumpfs befindet sich eine Sandsteinskulptur der Muttergottes mit Kind (um 1300) und ein großes Christophorus-Bild, gegenüber weitere Wandgemälde der Spätgotik (Christus am Ölberg; Marienbild mit Stiftern).
Die Altäre der Seitenschiffe tragen eine Pietà (um 1350; Norden) und ein Martyrium des hl. Stephanus (1596; Süden).
Im gotischen Hochchor steht ein Flügelaltar mit Marienkrönung und Heiligen von Rudolf Stahel (1498). Katechismusartige Wandgemälde aus der zweiten Hälfte des 16. Jahrhunderts kreisen um das Thema Eucharistie.
Im Zentrum der Westapsis befindet sich der Markusaltar von 1477, der in einer Kopie des ursprünglichen Schreins die Markusreliquien enthält.
Besonders herausragend ist die Heilig-Blut-Reliquie, die der Überlieferung nach die blutgetränkte Erde von Golgatha, einen Splitter vom Kreuz Christi (hinter einem kleinen goldenen byzantinischen Abtskreuz) und ein blutgetränktes seidenes Tüchlein enthält. Die Reliquie wurde in Jerusalem an Karl den Großen übergeben und kam dann nach Reichenau. Während des Dreißigjährigen Kriegs wurde diese Reliquie in ein Kloster bei Freiburg ausgelagert und kam erst 1737 mit einer barocken Fassung und Edelsteinen versehen wieder in das Kloster zurück. 1746 wurde sie zu einer Monstranz umgestaltet. Sie wird im Heilig-Blut-Altar im Münster aufbewahrt.

### Schatzkammer
Der als ehemalige Sakristei erstellte Raum wurde zusammen mit dem gotischen Hochchor Mitte des 16. Jahrhunderts vollendet. Der Chorraum ersetzte eine romanische Doppelapsis mit einer Heilig-Grab-Kapelle. Die spitzbogenartige Architektur unterscheidet sich deutlich vom romanischen Baustil des restlichen Kirchenbaus. Es handelt sich um den jüngsten Bauteil, der unter Abt Friedrich von Wartenberg errichtet wurde.
Das gotische Sternengewölbe erstreckt sich über einem quadratischen Grundriss, wobei eine Stütze in Form eines Mittelpfeilers erforderlich ist. Das Gewölbe teilt sich dadurch in vier Joche, deren Schlusssteine die vier Evangelistensymbole darstellen. Die farblich goldenen Absetzungen sowie die sich windenden Blattornamente zwischen den Rippenbögen, welche zusammen mit dem Wappen des Erbauers und der Darstellung des Evangelisten Markus mit Löwe in den Spitzkappen der Ostwand die Ausmalung des Raumes aus der Mitte des 15. Jahrhunderts bilden, sind ebenso erwähnenswert wie die Treppe, welche das bis 1938 zugeschüttete Untergeschoss mit dem darüberliegenden Raum verbindet und Wandfragmente des 7. Jahrhunderts aufweist. Vier Säulenbasen deuten darauf hin, dass der Raum einst eingewölbt war. An dieser Stelle wird die einstige Schreibstube des Klosters vermutet.
Die Schatzkammer verwahrt u. a. den originalen Markusschrein und weitere kostbare Reliquienschreine und -gefäße sowie, als letztes hier verbliebenes Zeugnis der Reichenauer Buchmalerkunst, ein Evangelistar aus der Mitte des 9. Jahrhunderts. Im Einzelnen sind dies:
- Romanisches Kreuz, sogenanntes „Oberzeller Kreuz“ (Linde; um 1120)
- Schrein des Heiligen Evangelisten Markus (Holz; Silber getrieben, geprägt, ziseliert, vergoldet; Bronze gegossen, vergoldet; Email; nach 1303)
- Evangelistar in spätgotischem Bucheinband (Bucheinband Pergament 9. Jh.; Bemalte Blätter 11. Jh.; Einband Kuper vergoldet; Silberblech; Holz; Anfang 15. Jh.)
- Gefasster Zahn des Heiligen Markus (Silber; Gold; Email; Fassung 1723)
- Schrein der Heiligen Märtyrer Johannes und Paulus (Eiche; Kupferblech getrieben, graviert, vergoldet; Silberblech getrieben, graviert, punziert; Email; Schmucksteine; um 1300)
- Schrein des Heiligen Januarius (Holz; Kuper getrieben, teilweise vergoldet, versilbert, verzinnt; Bronze gegossen, vergoldet; Mitte 15. Jh.)
- Glasmalerei, ehem. Chorglasfenster von Bartololäus Lüscher aus Bern (Glas, Blei; 1556)
- Romanischer Weihwasserkessel (Kopie; Bronze gegossen; Original 12. Jh. im Besitz des Hauses Hohenzollern)
- Romanisches Reliquienkästchen (Eiche; Silber vergoldet; 12. Jh.)
- Spätantike Elfenbeinpyxis - Ziborium (Elfenbein; Kupfer getrieben, vergoldet; Email; Pyxis 5-6. Jh., Deckel, Schaft und Sockel 13. Jh./ anfangs 14. Jh.)
- Mittelalterlicher Abststab von Eberhard von Brandis (Kupfer vergoldet; Silber; Messing; Holz; Stab: 1351; Krümme: 19. Jh. Nachbildung mit historischen Elementen, Originalkrümme 1862 erworben durch Victoria and Albert Museum, London)
- Krug von der Hochzeit zu Kana; einer der ältesten „Krüge von der Hochzeit zu Kana“, die in Europa verehrt werden (Marmor; Kupfer vergoldet; Urkrug aus dem 5. Jh.; Sockelfassung 15. Jh.)
- Schrein der heiligen Felix und Regula und Genesius (Silber; Kupfer vergoldet; um 1470)
- Schrein der Heiligen Fortunata (Kupfer gegossen, vergoldet; Silber getrieben, ziseliert; Glas; Email; Glassteine; um 1300 und Ende 15. Jh.)
- Vortragekreuz (Corpus: Silber auf Model geprägt, vergoldet; Mitte 12. Jh.; Kreuz von Jakob Witzinger: Holz; Kupfer vergoldet, versilbert; Messing; um 1410)
- Prassberg-Monstranz von Georg Reischli (Silber getrieben, gegossen, graviert, vergoldet; Kupfer getrieben, vergoldet; Emailmalerei; 1680)
- Der „Smaragd“ Karls des Großen (Grüner Glasfluss; um 780; Rahmen 17. Jh.)
- Arm-Reliquiar der heiligen Marianus und Pelagius (1458)
- Kopf-Reliquiar des heiligen Apostels Bartholomäus (Silber getrieben, punziert, graviert, vergoldet; Kupfer getrieben, vergoldet; Anfang 14. Jh., barocke Ergänzungen 18. Jh., Unterbau um 1900)
- Arm-Reliquiar des heiligen Apostels Bartholomäus (Silber getrieben; Kupfer getrieben, vergoldet; Holz; Ende 14./ Anfang 15. Jh.)
- Arm-Reliquiar des Heiligen Emmeram (Silber getrieben, gegossen, puniziert; Messing; 1600)
- Großer gotischer Sakristeischrank (Nussbaum, Eiche; Eisen; Mitte 15. Jh.)
- Großer frühbarocker Sakristeischrank (Nadelholz, Nussbaum, Pflaume; Anfang 17. Jh.)

Die Schatzkammer, eigentlich der ehemalige Sakristeiraum, wurde umfassend saniert und in einem Festakt mit Ministerpräsident Winfried Kretschmann am 19. April 2024 der Öffentlichkeit wieder zugänglich gemacht.

### Heiliger Meinrad
Folgende Darstellungen des Heiligen Meinrad finden sich auf der Insel Reichenau:
- Holzstatue mit Attribut Keule, Münstersakristei St. Maria und Markus, 17./18. Jahrhundert (Pendant zur Figur des Heiligen Benedikt mit Attribut Kelch)
- Glockenzier von Leonhard Eder (Glocke des Münsters St. Maria und Markus, Ton c`, Gewicht 2300 kg), 1986
- Steckborner Kachelofen, Ofenkachel, 1746/47
- Holzdecke 1904, Münster St. Maria und Markus (heute Dachboden)
- Ölbild Meinrad mit Kopfwunde, Münsterpfarrhaus St. Maria und Markus, 17./18. Jahrhundert
- Bei der Weihe des neuen Altars im Reichenauer Münster St. Maria und Markus am 20. September 1970 wurden neben Reliquien der Heiligen Pirmin und Markus, Gebeine des Erbauers Haito auch Reliquien des Heiligen Meinrad in den Altar eingebettet.

## Orgel

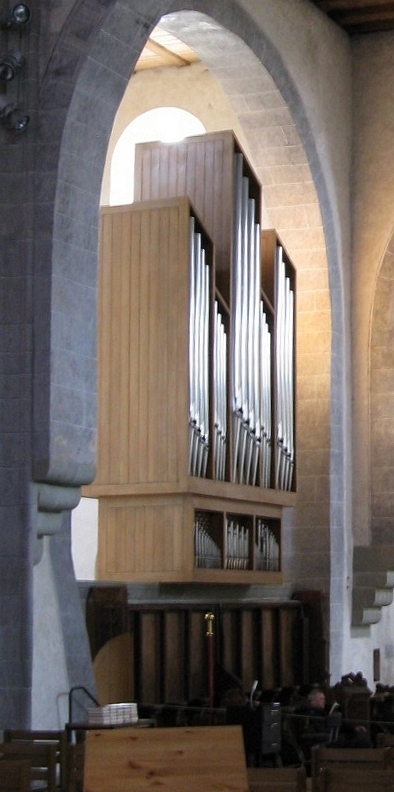
Blick aus dem Chor auf die Orgel

Die Orgel der Kirche wurde 1967 durch die Firma Johannes Klais Orgelbau erbaut. Sie hat 39 Register, verteilt auf drei Manuale und Pedal, eine mechanische Spiel- und eine elektrische Registertraktur. Die Disposition ist wie folgt:
| I Hauptwerk C-a3 |                  |        |
| 01.              | Pommer           | 16′    |
| 02.              | Principal        | 08′    |
| 03.              | Holzflöte        | 08′    |
| 04.              | Octav            | 04′    |
| 05.              | Gemshorn         | 04′    |
| 06.              | Rohrnasard       | 02 ⁄3′ |
| 07.              | Superoctav       | 02′    |
| 08.              | Cornet V (ab g0) | 08′    |
| 09.              | Mixtur IV        | 01 ⁄3′ |
| 10.              | Acuta III        | 0 1⁄2′ |
| 11.              | Trompete         | 08′    |
| 12.              | Kopftrompete     | 04′    |

| II Positiv C–a3 |                   |        |
| 13.             | Rohrflöte         | 08′    |
| 14.             | Quintade          | 08′    |
| 15.             | Principal         | 04′    |
| 16.             | Holztraverse      | 04′    |
| 17.             | Waldflöte         | 02′    |
| 18.             | Quinte            | 01 ⁄3′ |
| 19.             | Sesquialter I-III | 02 ⁄3′ |
| 20.             | Scharff V         | 01′    |
| 21.             | Dulcian           | 16′    |
| 22.             | Schalmey          | 08′    |
|                 | Tremulant         |        |

| III Brustwerk C–a3 |             |        |
| 23.                | Holzgedackt | 8′     |
| 24.                | Rohrpfeife  | 4′     |
| 25.                | Principal   | 2′     |
| 26.                | Terz        | 1 3⁄5′ |
| 27.                | Octav       | 1′     |
| 28.                | Cymbel IV   | 1⁄2′   |
| 29.                | Musette     | 8′     |

| Pedal C–f1 |                       |         |
| 30.        | Principal             | 16′     |
| 31.        | Subbaß                | 16′     |
| 32.        | Octav                 | 08′     |
| 33.        | Spillflöte            | 08′     |
| 34.        | Italienisch Principal | 04′     |
| 35.        | Flachflöte            | 02′     |
| 36.        | Baßzink III           | 05 1⁄3′ |
| 37.        | Hintersatz IV         | 02′     |
| 38.        | Posaune               | 16′     |
| 39.        | Basstrompete          | 08′     |

- Anmerkungen:

1. ↑  +1 3⁄5′+1 1⁄4′.
2. ↑  Schwellbares Werk.

## Glocken
Insgesamt verfügt das Münster über neun Glocken, von denen sieben Glocken ein teilweise hohes Alter aufweisen.
| Glocke | Gussjahr | Gießer                      | Durchmesser | Masse   | Schlagton (HT- 1⁄16) | Hängeort                   |
| ------ | -------- | --------------------------- | ----------- | ------- | -------------------- | -------------------------- |
| 1      | 1986     | Karlsruher Glockengießerei  | 1514 mm     | 2350 kg | c1 -1                | Westturm                   |
| 2      | 1392     | unbekannt                   | 1390 mm     | 2000 kg | e1 ±0                | Westturm                   |
| 3      | 1361     | Gallus-Glocke               | 1150 mm     | 1000 kg | g1 -4                | Westturm                   |
| 4      | 1955     | Friedrich Wilhelm Schilling | 978 mm      | 638 kg  | a1 ±0                | Westturm                   |
| 5      | 1492     | unbekannt                   | 940 mm      | 600 kg  | c2 -5                | Westturm                   |
| 6      | 15. Jh.  | Rottweiler Gießhütte        | 460 mm      | 65 kg   | h2 +4                | Dachreiter Westturm        |
| I      | 1776     | L. Rosenlecher              | 530 mm      |         | f2 +1                | Dachreiter Konventsgebäude |
| II     | 1733     | L. Rosenlecher              | 500 mm      |         | f2 -4                | Dachreiter Konventsgebäude |
| III    | 1553     | unbekannt                   | 450 mm      |         | b2 +3                | Dachreiter Konventsgebäude |

Seit 5. Dezember 2015 dürfen die Glocken im Westturm wieder geläutet werden. Eine Pause war nötig geworden, da durch das asymmetrische Schwingen der Glocken Schäden am Bauwerk auftraten. Die Glocken wurden umgehängt; sie liegen nun in einer Reihe. Flankierend zu dieser Maßnahme wurde der Glockenstuhl auf einer speziellen Gummimasse gelagert und eine moderne, elektronisch gesteuerte Läuttechnik installiert.
Am 7. April 2024 wurde im Münster St. Maria und Markus eine Videoinstallation von Christoph Brech aufgeführt, die im Jubiläumsjahr 2024 vor Ort zu erleben ist. Im Mittelpunkt steht die älteste Glocke des Münsters, die Gallus-Glocke.

## Klostergarten
Im Rahmen des 1300-Jahr-Jubiläums 2024 wurde der Klostergarten nördlich des Münsters St. Maria und Markus neu gestaltet, um die mittelalterliche Atmosphäre des einstigen Kreuzgangs nachzuempfinden und das Gedicht „Hortulus“ des Abtes Walahfrid Strabo durch einen neu angelegten Kräutergarten zu ehren.
Das Projekt umfasst die Neugestaltung von drei Gartenbereichen innerhalb der Klostermauern: das claustrum (Kreuzgang), die hortuli (Gärten) und das cimeterium (Friedhof und Obstgarten), wobei historische Elemente nachgebaut und neue Entwicklungen in der Pflanzenkultur integriert werden. Der Klostergarten soll nicht nur die Vergangenheit sichtbar machen, sondern auch als Ort der Kontemplation, Bildung und biologisch-dynamischen Bewirtschaftung dienen. Insgesamt zielt das Projekt darauf ab, den Besuchern der Insel Reichenau das Bewusstsein für historische sowie aktuelle Pflanzenkultur zu fördern.